# Шоста династія єгипетських фараонів
Період VI династії — період в історії Стародавнього Єгипту, що тривав приблизно 150 років і належить до Стародавнього царства.

## Фараони
| Ім'я правителя    | Року правління         | Піраміда                   |
| ----------------- | ---------------------- | -------------------------- |
| Теті (Теті II)    | бл. 2347–2337 до н. е. | Піраміда Теті в Саккарі    |
| Усеркара          | бл. 2337–2335 до н. е. |                            |
| Пепі I (Піопі)    | бл. 2335–2285 до н. е. | Піраміда на півдні Саккари |
| Меренра I         | бл. 2285–2279 до н. е. |                            |
| Пепі II (ПіопіІ)  | бл. 2279–2219 до н. е. | Піраміда на півдні Саккари |
| Меренра II        | бл. 2219–2218 до н. е. |                            |
| Нітокріс (цариця) | бл. 2218–2216 до н. е. |                            |

VI династія, на думку багатьох дослідників, є останньою панівною династією  Стародавнього царства, хоча The Oxford History of Ancient Egypt включає  VII і VIII династії як частину Стародавнього царства.

### Теті
VI династія була заснована Теті, який одружився з Іпут, як вважається, дочкою фараона V династії Уніса. На цей час у єгиптологів не існує єдиної думки на обставини смерті Теті. На думку Манефона, він був убитий власною вартою. Деякі приписують організацію цієї змови Усеркара, який значиться фараоном, наступним за Теті в Абідоському списку царів.

### Пепі I
Син Теті від шлюбу з Іпут. Прославився успішними військовими походами на Синайський півострів, Нубію, в яких прославився вельможа Уна.
1. ↑  Усі роки подані до нашої ери.